# Blood (gra komputerowa)
Blood – strzelanka pierwszoosobowa wyprodukowana przez 3D Realms i Monolith Productions w 1997 roku i wydana przez GT Interactive. Gra została stworzona na silniku Build. Silnik ten obsługuje technologię 2.5D.

## Fabuła
Gracz wciela się w rolę Caleba, jednego z dawnych Wybrańców Tschernoboga. Powraca on zza grobu, aby odnaleźć pozostałych Wybrańców i dokonać zemsty za zdradę na samym bóstwie. Na jego drodze stają kultyści, zombie i liczne inne potwory.